# Хаммер, Олаф
Ола́ф Ха́ммер (швед. Olav Hammer; род.1958 год, Гангофен, Германия) — шведский историк религии, профессор Университета Южной Дании в Оденсе.

## Биография
Олаф Хаммер родился в 1958 году в Гангофене, западная Германия. Получил высшее образование в сфере информатики, работал в IT-индустрии.
В 2000 году получил степень доктора философии по специальности история религии в Лундском университете. Диссертационная работа — Claiming Knowledge: Strategies of Epistemology from Theosophy to the New Age (В поисках знания: эпистемиологические стратегии от теософии до Нью-эйдж), позже изданная в виде монографии. В течение трёх лет работал доцентом в университете Амстердама, где стал профессором в 2005 году.
Автор нескольких книг, в том числе в соавторстве. С января 2009 года является редактором журнала Numen: International Review for the History of Religions (совместно с Gregory D. Alles).
В 2002 году был награждён Шведской ассоциацией скептиков титулом Arets folkbildare (педагог года) за книги по истории новых религиозных движений и о причинах, по которым люди имеют псевдонаучные верования.

## Избранная библиография
- Claiming Knowledge: Strategies of Epistemology from Theosophy to the New Age (2001),
- Polemical Encounters, Brill, 2007 (совместно с Kocku von Stuckrad),
- The Invention of Sacred Tradition, Cambridge University Press, 2007 (совместно с James R. Lewis),
- Alternative Christs, Cambridge University Press, 2009.
- Cambridge Companion to New Religious Movements, Cambridge University Press, 2012 (совместно с Mikael Rothstein)
- Western Esotericism in Scandinavia, Brill 2016 (совместно с Henrik Bogdan).